# It Boy – Liebe auf Französisch
It Boy – Liebe auf Französisch ist eine französische romantische Filmkomödie von David Moreau aus dem Jahr 2013. Der Film wurde am 19. Januar 2013 auf dem Festival de L’Alpe d’Huez erstmals gezeigt. Am 6. März 2013 kam er in die französischen und belgischen Kinos.

## Handlung
Die Enddreißigerin Alice, im Modegeschäft tätig und äußerst karrierebewusst, ist im Flugzeug auf dem Rückweg aus Brasilien. Neben ihr sitzt der etwa 20-jährige Balthazar, der nur zufällig in der Business Class gelandet ist. Beim Aussteigen findet er einen von ihr verlorenen USB-Stick. Allerdings gelingt es ihm nicht mehr, Alice darauf hinzuweisen, weshalb er an ihrem Arbeitsplatz eine Notiz für sie hinterlegen lässt. Als Alice ihn anruft, ist er gerade in einer lauten Bar; sie fährt hin um den Stick abzuholen. Es war aber ein Missverständnis: Balthazar hat den Stick zu Hause. Alice erklärt sich bereit, ihn auf seinem rosa Motorroller nach Hause zu begleiten. Vor der Fahrt zieht Balthazar ihr einen Helm an, was von zwei zufällig passierenden Arbeitskolleginnen Alices fotografiert und missdeutbar ins Internet gestellt wird. Bei Balthazar angekommen treffen Alice und Balthazar auf dessen Vater und seine wesentlich jüngere Freundin Anissa; nach einigem Suchen kann Balthazar den Stick finden und gibt ihn Alice zurück.
Am nächsten Tag wird auf der Arbeit hinter ihrem Rücken getuschelt, eine andere Kollegin macht sie auf das Foto im Internet aufmerksam. Mit dem freundschaftlich verbundenen Kollegen Simon spricht Alice darüber: Er sagt, dass ihr Chef ihr nur eine Promotion geben würde, wenn sie so rebellisch weitermache. Wieder bei sich zu Hause widmet sich Alice dem exzessiven Musikkonsum. Sie entscheidet sich für ein provokativeres Outfit und besucht Balthazar an der Universität; beide gehen zusammen zu einer Kunstausstellung. Von ihrer Schwester wird Alice zum Essen mit dem Gynäkologen Richard eingeladen. Der Verkupplungsversuch schlägt jedoch aufgrund Alices Verhalten fehl.
Nach einer Party kommen sich Alice und Balthazar näher, sie küssen sich wild und haben Sex. Er unternimmt mit ihr auf dem Motorroller eine romantische Rundfahrt. Irgendwann stellt er die Frage, warum sie sich ausgerechnet ihn ausgesucht habe. Alice kann ihm nicht sagen, dass sie zu Beginn nicht wirklich an ihm interessiert war, sondern ihn lediglich benutzen wollte, um ihr Image zu manipulieren. Trotz ihrer Gefühle für Balthazar macht sie Schluss, aus Angst, dass er sie in wenigen Jahren zu alt finden würde. Balthazar ist am Boden zerstört. Gleichzeitig ist ihr Chef begeistert von der „neuen Alice“.
Auf der Arbeit wird die Firmenchefin empfangen. Ihr gefallen die verwendeten Models nicht, sie wird jedoch auf Balthazar aufmerksam, und Alice kann sie nicht von ihrer Entscheidung abbringen. Allerdings scheint es Alice nicht zu gelingen, Balthazar zu einem Fotoshooting zu überreden. In letzter Minute erscheint er doch noch zu kommen, erfährt aber in der Maske, wie Alice ihn lediglich benutzen wollte. Als er der berühmten aber tyrannisierenden Fotografin klipp und klar sagt, dass sie die Models höflicher behandeln sollte, wird das Shooting abgebrochen. Balthazar macht Alice bittere Vorwürfe vor dem ganzen Team; ihr Chef entlässt sie, weil sie ihn hintergehen wollte, und sagt ihr, jetzt könne sie mal zu sich selbst finden und ihrem alten Autorentraum nachgehen.
Wieder zu Hause begibt sich Alice wehmütig an die angestammten Treffpunkte und vollzieht die gemeinsamen Erfahrungen mit Balthazar nach.
Schließlich sucht sie Balthazar in der Universität auf, tritt im Hörsaal ans Rednerpult, spricht über ihre Fehler, sagt, sie denke immer an ihn und hoffe, sie könnten einen Neuanfang machen. Die beiden kommen wieder zusammen. Alice hat ein neues Buch geschrieben und drucken lassen; beide fahren glücklich auf dem Motorroller in den Sonnenuntergang.

## Kritiken
Le Figaro meinte, der Film behaupte sich als „unkonventionelle […] romantische Komödie abseits der ausgetretenen Pfade“. Le Parisien beschrieb den Film als „spritzig“ und „gut geschrieben von Anfang bis Ende“.
Das französische Magazin Première befand zwar, dass die Geschichte vorhersehbar sei, der Film hebe sich aber dennoch aufgrund seiner formalen Vorzüge und seiner charmanten Darsteller von anderen Filmen des Genres ab. „Die üppige Virginie Efira, eine Art belgische Cameron Diaz,“ zeige sich „genauso sexy wie lustig, während Pierre Niney […] sein angeborenes Talent für Comedy“ bestätige. „Ihre Chemie“ fülle zudem „die Leinwand aus“ und ließe „das allzu geölte Drehbuch“ vergessen.